# Cannonball Takes Charge
Cannonball Takes Charge — студійний альбом американського джазового саксофоніста Кеннонболла Еддерлі, випущений у 1959 році лейблом Riverside.

## Опис
Еддерлі на той момент збирався залишити секстет Майлза Девіса, коли він записав сім композицій та два додаткові дублі, які увійшли до цієї платівки, що стала шостою у серії з семи томів на Riverside. Під акомпанемент піаніста Вінтона Келлі, басистів і ударників, Еддерлі демонструє свою чудову форму, виконуючи стандарти і зосереджуючись переважно на баладах та блюзах. Найбільше виділяються «Serenata», «Poor Butterfly» і дві версії «I Remember You».

## Список композицій
1. «If This Isn't Love» (Їп Гарбург, Бертон Лейн) — 5:28
2. «Poor Butterfly» (Джон Голден, Реймонд Габбелл) — 5:07
3. «I Guess I'll Hang My Tears out to Dry» (Семмі Кан, Джулі Стайн) — 5:20
4. «I've Told Every Little Star» (Оскар Геммерстайн ІІ, Джером Керн) — 3:35
5. «Barefoot Sunday Blues» (Кеннонболл Еддерлі) — 7:00
6. «Serenata» (Лерой Андерсон) — 4:12
7. «I Remember You» (Джонні Мерсер, Віктор Шерцінгер) — 6:52

## Учасники запису
- Кеннонболл Еддерлі — альт-саксофон
- Вінтон Келлі — фортепіано
- Пол Чемберс  (1, 3, 4, 6), Персі Гіт (2, 5, 7) — контрабас
- Джиммі Кобб (1, 3, 4, 6), Альберт Гіт (2, 5, 7) — ударні

Технічний персонал
- Оррін Кіпньюз — продюсер